# Tako
Tako (多古町?) è una cittadina giapponese della prefettura di Chiba.